# 陸稲

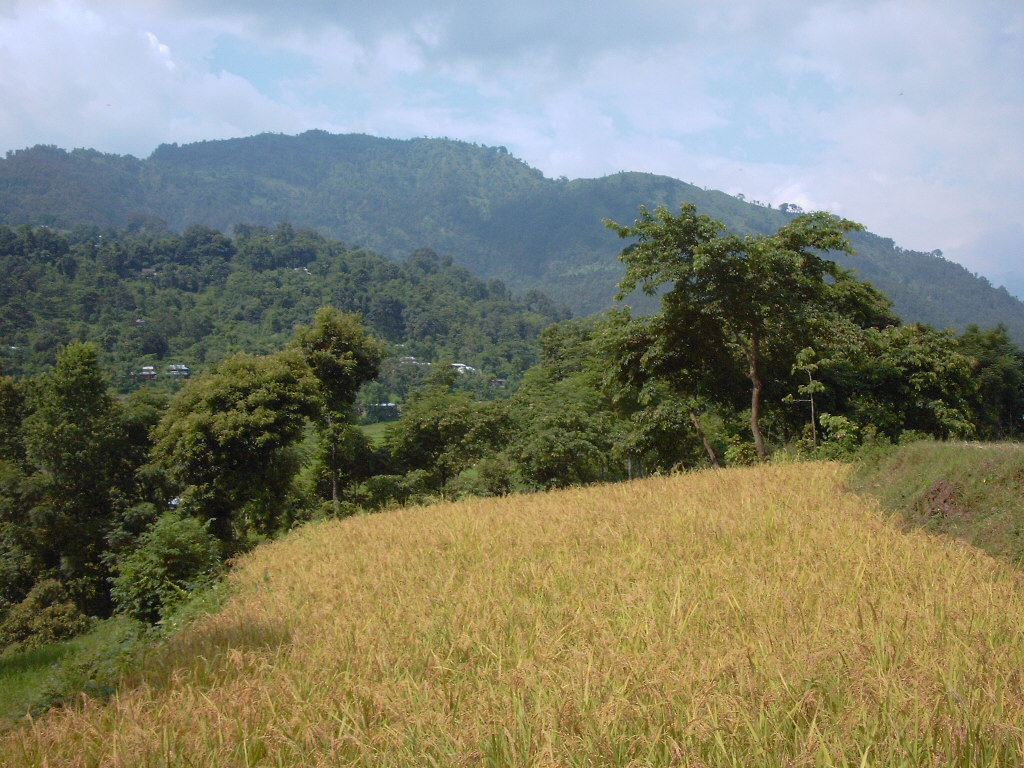
ネパールの山間地で栽培される陸稲

陸稲（りくとう / おかぼ）は、畑で栽培されるイネ（稲）。野稲（のいね）とも呼ばれている。水稲に較べて水分条件により厳しい畑状態に適したイネと位置づけられているが、植物学的な差異は無い。また、古くから陸稲として栽培されてきたものもあれば、水稲から品種改良されたものもある。

## 概要
水稲に比べて草型が大きく、葉身が長大で根系が発達しており、粒も大きめである。また、収穫率・食味は落ちる（特に粳米）ものの、水田を作らずに畑に作付けできることから育成が容易であることが特徴。治水の問題で水田が作れない国や地方において栽培されている。日本でも作られていたが、治水が進み、水稲の品種が改良されるにつれて、陸稲栽培面積は減少している。

## 特徴
水稲の場合、直播と移植の両方の栽培方法があるが、陸稲では種籾を畑に直播するのみであり、移植栽培はない。陸稲では、水稲の移植栽培のように、苗の育成や田植えなどの手間のかかる作業を省けるという利点がある。また、品種によっては、縞葉枯病やいもち病に強いなどの利点もある。さらに、特定種類の他作物と同時に作付けした場合、害虫の侵入を防ぐという利点も確認されている。逆に、弱点としては、連作障害が発生しやすいほか、雑草が生えやすいので除草が大変なことがあげられる。
陸稲は、品種改良の際の有用な遺伝子源としても注目されている。

## 品種改良
1920年頃から人工交配による品種改良が進められ、1926年からは育種の全国組織の活動により優良品種の選抜や品種の固定が行われた。水稲と同様に粳米と糯の2種類があるが、糯の方が多い。品種としてはネリカ米、日本では日野市の平山、茨城県のキヨハタモチ、トヨハタモチ、ゆめのはたもちなどが知られる。

## 栽培史
考古学的には、日本では縄文時代から陸稲が栽培されていた形跡があり、水田稲作より起源が古い可能性がある。確認される最古の記録は、安貞3年（1229年）に作成された「日向櫛間院田畠目録」（『鎌倉遺文』3814号）に登場する「野稲畠三段」であり、当時は野稲と呼ばれていたことが知られる。中世から近世にかけて、南九州や北関東などで広く栽培されていた。日本最古の農書（1650年代成立したとされる）と言われる『清良記』には畑稲、元禄10年（1697年）に刊行された農書『農業全書』（西日本の農業情勢が中心）には畠稲・野稲・旱稲（ひでりいね）の呼称で登場する。

## 用途
かつて、陸稲米はあられ・煎餅の原料に用いられたが、現在では大半が水稲米を用いている。
自衛隊の食事などにも用いられていたことが知られている。生物学研究所の畑でも栽培されており、上皇明仁も作付けを行っていた。